# Urthel
Urthel is een Belgisch biermerk. Oorspronkelijk werd het bier gebrouwen in opdracht van en verspreid door brouwerij Urthel, gevestigd te Ruiselede. In 2012 werd het merk overgenomen door Royal Swinkels (brouwer van Bavaria). Sinds 2017 worden de Urthel-bieren gebrouwen bij brouwerij Palm te Steenhuffel, eveneens in handen van Royal Swinkels.

## Varianten
Momenteel worden er drie soorten Urthel gemaakt, maar in het verleden waren er nog vier andere.

### Huidige bieren
- Urthel Saisonnière is een blond bovengistend speciaalbier van 6%. In 2010 kreeg het de World Beer Award 2010 voor het Beste Europese Seizoensbier.[2] Het bier wordt geproduceerd sinds november 2009.
- Urthel Hop-It is een blonde Belgian Style India Pale Ale van 9,5%. Het bier wordt geproduceerd sinds 2005.
- Urthel Samaranth is een zwaar degustatiebier, een amberkleurig speciaalbier van hoge gisting van 11,5%. Het bier werd voor het eerst gepresenteerd op 5 september 2002, de huwelijksdag van de brouwers Hildegard Overmeire en Bas van Ostaden. In juli 2011 won Urthel Samaranth de zilveren medaille op de United States Open Beer Championship in de categorie 'Belgian Abbey Ale - Tripels & Quads'.[3]

### Vroegere bieren
- Urthel Tonicum Finiboldhus was een amberkleurige ale van 7,5%. Het bier werd geproduceerd van april 2000 tot half 2004.
- Urthel Novicius Vertus was een donker speciaalbier van 5,9%. Het werd speciaal voor de Amerikaanse markt gemaakt, maar was ook in Nederland en België verkrijgbaar. Het bier werd geproduceerd van april 2002 tot half 2004.
- Urthel Parlus Magnificum was een donkere ale van 7,5%. In Amerika kwam dit bier op de markt onder de naam Urthel Vlaemse Bock. In 2008 kreeg het bier op de World Beer Cup in San Diego een bronzen medaille in de categorie "Belgian Style Double".[4] Sinds begin 2010 wordt het niet meer gebrouwen.
- Urthel Hibernus Quentum was een tripel van 9,0%. In 2001 kreeg het bier de "Golden Medal" van The Journal of The Beverage Testing Institute in de VS tijdens het World Beer Championship. Het bier werd geproduceerd van half 2000 tot mei 2010.